# روبرت كروفورد (مؤرخ)
روبرت كروفورد (بالإنجليزية: Robert Crawford)‏ هو مؤرخ بريطاني، ولد في 3 يوليو 1945.